# Célula gigante de Langhans
Las células gigantes de Langhans son de gran tamaño, formadas por la fusión de células epitelioides (macrófagos activados) que contienen varios núcleos dispuestos en la periferia con una forma de herradura. Se los encuentra en los granulomas. Aunque anteriormente se las relacionaba directamente con la tuberculosis, en la actualidad se sabe que está presente en cualquier enfermedad granulomatosa, independientemente de su etiología.
Estas células deben su nombre al patólogo alemán Theodor Langhans (1839-1915).